# Xevioso
Genre
Xevioso est un genre d'araignées aranéomorphes de la famille des Phyxelididae.

## Distribution
Les espèces de ce genre se rencontrent en Afrique du Sud, au Eswatini, au Mozambique, au Zimbabwe et au Malawi.

## Liste des espèces
Selon World Spider Catalog (version 21.0, 15/05/2020) :
- Xevioso amica Griswold, 1990
- Xevioso aululata Griswold, 1990
- Xevioso cepfi Pett & Jocqué, 2020
- Xevioso colobata Griswold, 1990
- Xevioso jocquei Griswold, 1990
- Xevioso kulufa Griswold, 1990
- Xevioso lichmadina Griswold, 1990
- Xevioso megcummingae Pett & Jocqué, 2020
- Xevioso orthomeles Griswold, 1990
- Xevioso tuberculata (Lawrence, 1939)
- Xevioso zuluana (Lawrence, 1939)

## Publication originale
- Lehtinen, 1967 : Classification of the cribellate spiders and some allied families, with notes on the evolution of the suborder Araneomorpha. Annales Zoologici Fennici, vol. 4, p. 199-468.